# Kostki-Pieńki
Kostki-Pieńki – wieś w Polsce położona w województwie mazowieckim, w powiecie sokołowskim, w gminie Sabnie. Ma status sołectwa.
W skład sołectwa Kostki-Pieńki wchodzi także wieś także Pieńki Suchodolskie.
W latach 1975–1998 miejscowość administracyjnie należała do województwa siedleckiego.
Mieszkańcy wyznania rzymskokatolickiego należą do parafii św. Wojciecha w Skibniewie-Podawcach.